# Запис липа код дома (Дубока)
Запис липа код дома (Дубока) се налази на парцели чији је власник Месна заједница Дубока.

## Локација
| Општина             | Јагодина                                                         |
| Катастарска општина | Дубока                                                           |
| Потес               | Село                                                             |
| Координате          | 44° 04′ 12″ С; 21° 16′ 28″ И / 44.069899999999997° С; 21.2744° И |
| Надморска висина    | 137m                                                             |

## Карактеристике
Дендрометријске вредности утврђене на терену и сателитским снимцима:
| Стабло                     | Липа |
| Висина стабла              | m    |
| Обим дебла                 | m    |
| Пречник крошње             | 5m   |
| Пречник дебла              | m    |
| Висина дебла до прве гране | m    |

## База записа
Запис је у оквиру Викимедија пројекта "Запис - Свето дрво" заведен под редним бројем 0681.